# Albert Duro
Albert Duro (ur. 16 lutego 1978 w Elbasanie) – albański piłkarz, w latach 1999–2000 reprezentant Albanii.

## Życie prywatne
Brat Klodiana, również piłkarza.